# 賈夫納

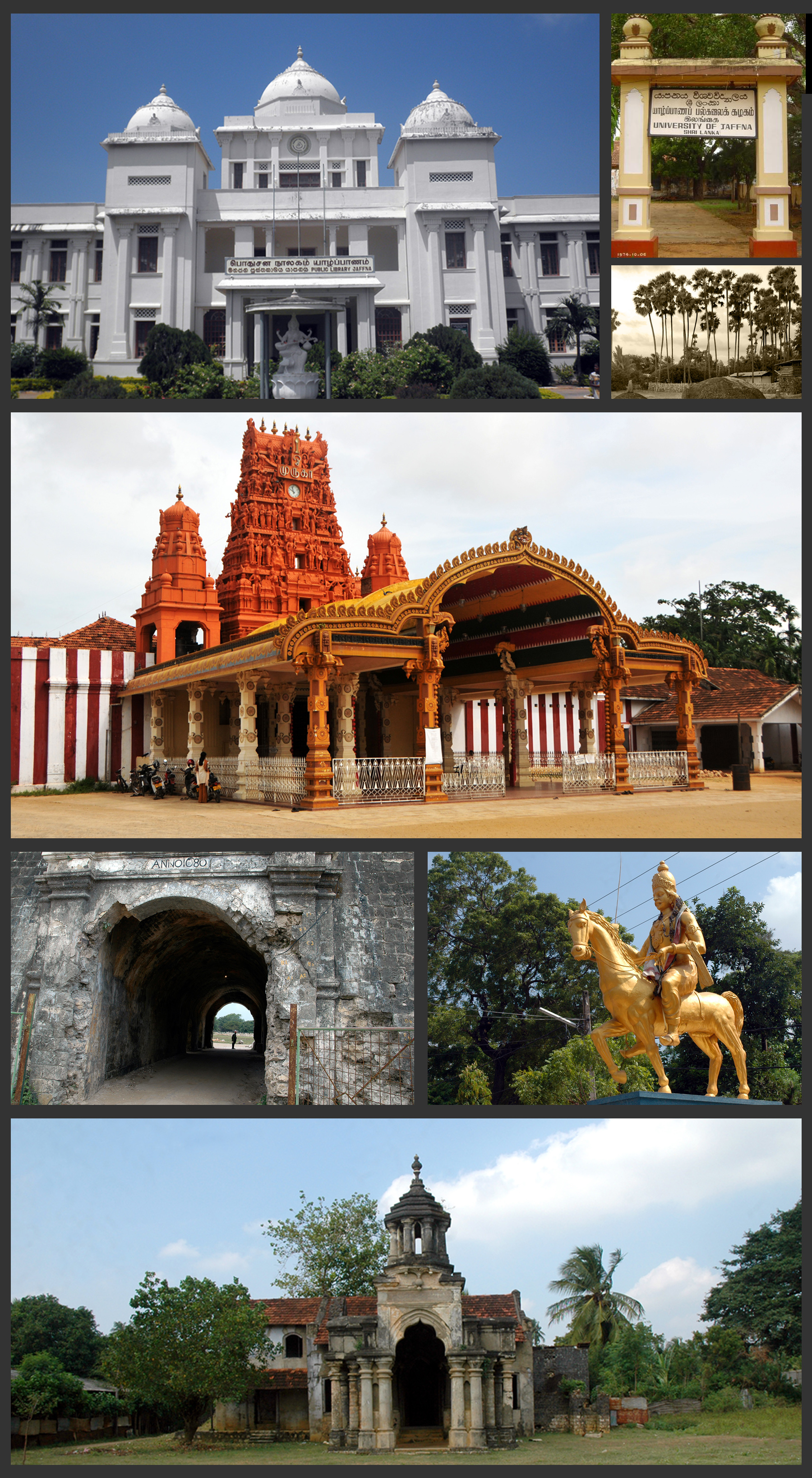
賈夫納

賈夫納（羅馬化：Yāḻppāṇam，羅馬化：Yāpanaya）是斯里蘭卡的城市，也是北部省的首府，位於該國北部，面積20.2平方公里，受熱帶雨林氣候影響，每年平均降雨量1,270毫米，2012年人口88,138。
賈夫納是斯里蘭卡泰米爾人的精神及文化中心，商店招牌也都是以泰米爾文書寫。

## 外部連結
- Jaffna District – Jaffna Traveler Information （页面存档备份，存于）
- Yarl Mann – Jaffna Culture, Tradition & Heritage （页面存档备份，存于）

9°40′N 80°00′E / 9.667°N 80.000°E